# Jodzsidzsukugo

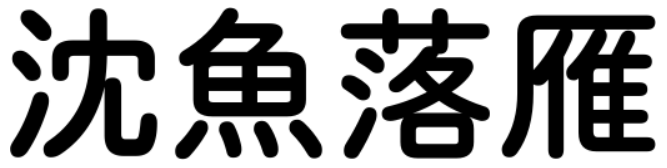
Példa jodzsidzsukugóra. A szó olvasata csingjorakugan, betűinek jelentése külön-külön: „süllyed” + „hal” + „leesik” + „vadlúd”, de a teljes kifejezés jelentése „rendkívüli szépségű nő”. (Magyarázat: annyira szép, hogy a halak és a repülő vadludak is megszégyenülnek mellette, ezért lesüllyednek a tenger fenekére illetve leesnek a levegőből.)

A jodzsidzsukugo (japán írással: 四字熟語) tágabb értelemben véve a négy kandzsi karakterből álló japán szavak vagy lexémák elnevezése. Szűkebb (és gyakoribb) értelmezés szerint az ilyen szavak közül csak azok számítanak jodzsidzsukugónak, amelyek valamilyen elvontabb, átvittebb értelmet hordoznak és jelentésük nem feltétlenül következtethető ki egyértelműen az őket alkotó betűk külön-külön vett jelentéséből. Az ilyen jodzsidzsukugók szállóigéknek vagy szólásoknak, közmondásoknak is felfoghatók. A nem szállóige jellegű négybetűs összetett szavakat 四字成語 (jodzsiszeigo) névvel is illetik.
Egy részüket a mindennapi életben gyakran használják, a tanulók is találkoznak velük az iskolában, más részük ritka vagy az emberek többsége számára egyáltalán nem ismert. A kandzsi kentei vizsga 5. szintjén és attól fölfelé jodzsidzsukugók ismeretét is megkövetelik.

## Eredetük
A jodzsidzsukugók egy része a mindennapi japán élet során keletkezett, de jelentős számban vannak köztük például ősi kínai eredetűek is: kínai megfelelőjük a csengjü. Az ilyen régi eredetű szavakat japánul a 故事成語 (kodzsiszeigo) névvel illetik. (Ide tartoznak többek között azok is, amelyek a Konfuciusz bölcseleteit tartalmazó Beszélgetések és mondások című műből származnak.) A kodzsiszeigók általában a kínai kifejezés egy az egyben történt átvételének tekinthetők. Jó példa erre a 呉越同舟 (goecudósú), mivel ez még a tartalmában is mutatja, hogy Kínából származik. Ez a mondás már Szun-ce művében is megjelent, és azt jelenti, hogy ellenségek valami furcsa körülmények miatt egymást segítve, egy csónakban kénytelenek evezni. Az első két karakter Vu és Jüe (japánul Go és Ecu) ókori kínai államokra utal, amelyek egy tengeri vihar alkalmával egymást segítették.
A buddhizmusból is származnak ilyen négy karakteres lexémák. Ilyen például a 諸行無常 (sogjómudzsó), amelynek betűinek külön-külön vett jelentése ebben az esetben körülbelül: „több”, „dolog”, „nem”, „állandó”, míg teljes jelentése az, hogy „a világon minden múlandó”, vagy a 言語道断 (gongodódan), amely eredetileg azt jelentette, hogy a „mély igazságokat nem lehet szavakba önteni”, de ma már inkább „felháborító, botrányos, abszurd” értelemben használják.
Vannak olyan jodzsidzsukugók is, amelyek az újabb korokból erednek: az angol nyelvből vették át például az angolban is szereplő „kettőt egy csapásra” mondást, amelynek négykarakteres japán formája 一石二鳥 (isszekinicsó), azaz „egy”, „kő”, „kettő” és „madár”.

## Számuk
A jodzsidzsukugók számát már csak azért sem lehet pontosan megmondani, mivel a fogalom definíciója sem egyértelmű. Ráadásul gyakori, hogy egy lexémának több változata is létezik, például úgy, hogy egyik kandzsiját egy másik, lényegében ugyanolyan jelentésű kandzsival vagy ugyanannak a karakternek egy régebbi (elavult, de régi forrásokban szereplő) formájával helyettesítik, és ilyenkor nem egyértelmű, hogy ezt külön jodzsidzsukugónak kell-e számítani vagy nem. Az biztos, hogy többezer létezik belőlük, de a különféle becslések nagyon tág határok között mozognak. Van, ahol 5000-re, másutt 10 000-re vagy 20 000-re teszik a számukat. A Jodzsi-dzsitenon szótár 2022 novemberében több mint 6400, az önmagát legnagyobbnak nevező Sanabo gyűjteménye körülbelül 9200 (szűkebb értelemben vett) jodzsidzsukugót tartalmazott.

## Olvasatuk és szerkezetük
A csak kandzsit tartalmazó japán szavakhoz hasonlóan a jodzsidzsukugók többségét is az onjomi olvasatot használva kell elolvasni. Kevés kivétel azért akad, de ezek is általában csak olyan kivételek, amikor a négy közül egy vagy két kandzsinál kell kunjomit alkalmazni. Ilyen például a 先手必勝 (szentehissó, jelentése „aki először/gyorsan lép, azé lesz a győzelem”), ahol a 手 karaktert nem onjomi szerint su-nak, hanem kunjomi szerint te-nek kell olvasni, a többi három kandzsi kiejtése viszont itt is onjomi szerint történik. De létezik olyan jodzsidzsukugo is, ahol a teljes szó kunjomi: a 津津浦浦 („a föld/ország minden zeg-zugában mindenhol”) olvasata cucuuraura (vagy cuzuuraura), és létezik teljesen szokatlan olvasatú is: a 九十九折 („számos kanyar, fordulat (pl. hegyi utakon)”) kiejtése például cuzuraori, pedig a 九十九 („kilencvenkilenc”) semmilyen olvasat szerint sem lehetne cuzura. Ez a kiejtés onnan származik, hogy a szó eredeti formájában a 葛藤 (cuzurafudzsi) nevű, tekergős indákkal rendelkező növény szerepelt.
A négy karakter gyakran kiegészíthető teljes mondattá, például okuriganák és rövid nyelvtani elemek segítségével. Ekkor a tömör mondás egy hosszabb, gyakran kunjomi olvasatú szavakat is tartalmazó változatát kapjuk, azonos jelentéssel. Például a 画虎類狗 (gakoruiku, „kép/rajzol” + „tigris” + „fajta/hasonlít” + „kutya”) kifejezés kiegészíthető a 虎を画いて狗に類す (tora o egaite inu ni ruiszu, „tigrist rajzol, de (a rajz) kutyához hasonlít”) mondattá. Mindkettőnek a jelentése: ha egy tehetségtelen ember egy kiválót próbál utánozni, az siralmas eredményre vezet.
Vannak olyan jodzsidzsukugók, amelyek a no olvasatú 之 kandzsit tartalmazzák, de gyakrabban írják őket abban a formában, hogy a 之 helyett a の (no) hiraganát használják belső partikulaként. Ilyen formában a szó már nem tekinthető jodzsidzsukugónak. Ilyenre példa a 背水之陣 (haiszui no dzsin, „küzdés sarokba szorítva”) vagy az 異域之鬼 (iiki no ki, „hazájától távol, idegen országban meghalás vagy az így meghalt ember lelke”).
Bár sok jodzsidzsukugo egyedi szerkezettel rendelkezik, de számos közülük (például a középiskolai szinten tanultak) besorolható az alábbi négy kategória valamelyikébe:
- Az első két kandzsi együtt (amelyek sokszor kétbetűs dzsukugót, úgynevezett nidzsidzsukugót alkotnak) illetve az utolsó két kandzsi együtt azonos vagy legalábbis hasonló értelmű. Például azonos értelmű részekből áll a 完全無欠 (kanzenmukecu), ahol a 完全 jelentése „teljes, egész”, a 無欠 jelentése „hiánytalan”: ebben a példában a teljes jodzsidzsukugo is ugyanazt jelenti, mint a két rész külön-külön (csak még hangsúlyosabban). A 鯨飲馬食 (geiinbasoku) két fele már mást-mást jelent, de hasonlót: a négy betű jelentése sorban „bálna”, „iszik”, „ló” és „eszik”, a teljes kifejezés jelentése pedig „(egy alkalommal) rengeteg étel és ital elfogyasztása”.
- Az első két illetve az utolsó két kandzsi együttese egymással ellentétes értelmű. Ilyen például a 異口同音 (ikudóon, „különböző” + „száj” + „azonos” + „hang”), amelynek a jelentése „egyhangúlag, egybehangzóan, kórusban”, vagy a 針小棒大 (sinsóbódai, „tű” + „kicsi” + „rúd” + „nagy”), azaz „dolgok túlzott felnagyítása, bolhából elefánt csinálása”.
- Az első kettő és az utolsó kettő kandzsi együttese alá-fölérendelt viszonyban áll, például alany és állítmány vagy jelző és jelzett szó szerepét töltik be. Ilyen kifejezésre egy példa az 一刻千金 (ikkokuszenkin), amelynek jelentése „minden pillanat értékes, az idő pénz”, és amelyben az 一刻 („egy pillanat”) felel meg az alanynak, a 千金 („ezer arany”) az állítmánynak.
- A négy kandzsi egyenrangú. Ilyenre példa a 花鳥風月 (kacsófúgecu, „virág” + „madár” + „szél” + „Hold”), amelynek jelentése „a természet szépségei (a japán esztétika hagyományos természeti témái)”, vagy a 喜怒哀楽 (kidoairaku, „öröm” + „méreg” + „bánat” + „kellemesség”), amely szó így együtt az emberi érzelmek összességét jelenti.

## Új jodzsidzsukugók létrehozása
Annak természetesen nincs akadálya, hogy a rendelkezésre álló több ezer kandzsiból egy kis fantáziával bárki új jodzsidzsukugókat alkosson; az már más kérdés, hogy ha valaki kitalált egyet, akkor az el fog-e terjedni és be fog-e kerülni valamelyik nyilvántartásba. 1990 óta létezik azonban egy 創作四字熟語 (szószaku-jodzsidzsukugo) nevű, évente megrendezett ötletverseny, amelyet a Szumitomo életbiztosítási cég szervez, és amelynek célja új, az elmúlt év eseményeivel, társadalmi jelenségeivel kapcsolatos négykarakteres lexémák megalkotása. A kihirdetett győztes szavak díjazásban részesülnek, és akár az elterjedésre is van esélyük.
1990-ben, az első verseny alkalmával az 異旗統合 (ikitógó) szó győzött, amely „különböző zászlók egyesítését” jelenti, konkrétan Kelet- és Nyugat-Németország egyesülését. A 2011-es fukusimai katasztrófa évében a győztes szó a 帰路騒然 (kiroszózen) lett, amelynek jelentése „nagy földrengés és tájfun miatt nehéz hazatérni”. A koronavírus-világjárvány első évében, 2020-ban a fődíjat az 医師奮診 (isifunsin) szó kapta, amely a „mialatt az új koronavírus terjed, az orvosok és egészségügyi dolgozók keményen harcolnak” jelentéssel rendelkezik.

### Szójátékok
A modern korban megalkotott jodzsidzsukugók (vagy néha inkább csak az azokat utánzó szójátékok) között igazán különlegesek is előfordulhatnak. Néhány példa:
- A 離妻苦留 szó jelentése „eltávolodni/elválni a szívnek fájdalmas, de különböző körülmények miatt (mégis) így marad”, olvasata pedig riszaikuru, ami az angol „recycle”, azaz „újrahasznosítás” szó japán átírásával (リサイクル) azonos.[16]
- A 大汚危身 szó, amely „nagy szennyeződés és veszély” jelentéssel bír, daiokisin-nak ejtendő, ami hasonlít a dioxin japán kiejtésére.[16]
- A 長3慕思 egy hármas számjegyet is tartalmaz, amelyet háromnak (japánul: szan) is ejtenek, így a szó olvasata csószanbosi lesz, ami egy jól ismert, régi jodzsidzsukugo, a 朝三暮四 olvasatával egyezik. De míg utóbbinak jelentése „kis különbségek miatti aggódás anélkül, hogy észrevennénk, hogy valójában lényegi különbség nincs is köztük”, addig előbbi (legalábbis a szójáték megalkotója szerint) Nagasima Sigeóra, a Jomiuri Giants baseballcsapat egykori legendás, 3-as mezszámot viselő játékosára utal, és azt fejezi ki, hogy mindig is szeretettel fognak rá gondolni.[16]
- A 様様様様 kiejtése jonszama, mivel négy (japánul: jon) darab 様 (szama) kandzsiból áll. A Jonszama pedig Pe Jongcsun híres dél-koreai színész Japánban használt beceneve.[16]
- A 地平足安 írásmódot a korábban csak katakanával írt ジベタリアン (dzsibetarian) szóra találták ki. A „dzsibetariánusok” olyan (főként fiatal, japán) emberek, akik bárhol is vannak, mindenhol a földre szoktak ülni. Az új szó négy kandzsija is utal erre: „föld”, „sík”, „láb” és „pihenés”.[16]